# Суха Долина (Тульчинський район)
Суха Долина — селище в Україні, у Городківській сільській громаді Тульчинського району Вінницької області. Населення становить 104 особи.
В околицях знаходиться ботанічний заказник місцевого значення Урочище «Суха Долина».

## Історія
7 (20) листопада 1917 року, відповідно до Третього Універсалу Української Центральної Ради, увійшло до складу Української Народної Республіки.
12 червня 2020 року, відповідно до Розпорядження Кабінету Міністрів України від  № 707-р «Про визначення адміністративних центрів та затвердження територій територіальних громад Вінницької області», увійшло до складу Городківської сільської громади.
19 липня 2020 року, в результаті адміністративно-територіальної реформи та ліквідації Крижопільського району, селище увійшло до складу Тульчинського району.